# Krvavac II
Krvavac II falu Horvátországban, Dubrovnik-Neretva megyében. Közigazgatásilag Kula Norinskához tartozik.

## Fekvése
Makarskától légvonalban 54, közúton 68 km-re délkeletre, Pločétól légvonalban 13, közúton 16 km-re keletre, községközpontjától 1 km-re délnyugatra, Krvavaccal átellenben, a Neretva bal partján fekszik.

## Története
Krvavac II. a község legújabb települése. Lakosságát 1931-ig Metković városához számították. 1981-ben vált ki a Neretva túlpartján fekvő Krvavac területéből, mellyel együtt 1992-ig közigazgatásilag is Metković községhez tartozott. 1993. január 1-jén megalakult Kula Norinska község, melynek Krvavac II. is a része lett. A településnek 2011-ben 334 lakosa volt, akik a bagalovići plébániához tartoztak.

## Népesség
| Lakosság változása | Lakosság változása | Lakosság változása | Lakosság változása | Lakosság változása | Lakosság változása | Lakosság változása | Lakosság változása | Lakosság változása | Lakosság változása | Lakosság változása | Lakosság változása | Lakosság változása | Lakosság változása | Lakosság változása | Lakosság változása |
| ------------------ | ------------------ | ------------------ | ------------------ | ------------------ | ------------------ | ------------------ | ------------------ | ------------------ | ------------------ | ------------------ | ------------------ | ------------------ | ------------------ | ------------------ | ------------------ |
| 1857               | 1869               | 1880               | 1890               | 1900               | 1910               | 1921               | 1931               | 1948               | 1953               | 1961               | 1971               | 1981               | 1991               | 2001               | 2011               |
| 0                  | 0                  | 0                  | 0                  | 0                  | 0                  | 0                  | 0                  | 55                 | 94                 | 154                | 221                | 237                | 292                | 336                | 334                |

(1931-ig lakosságát Metkovićhoz számították. 1981-től számít önálló településnek, amikor kivált Krvavac területéből.)